# کرنچا
کرنچا (به صربی: Crnča) یک روستا در صربستان است که در ناحیه ماچوا واقع شده‌است.